# Synchroonzwemmen op de Olympische Zomerspelen 1992 – Duet
Het onderdeel duet van het synchroonzwemmen op de Olympische Zomerspelen 1992 in Barcelona vond plaats op 3 (kwalificatie) en 7 september (finale), in het Piscines Bernat Picornell. Het goud was voor de Amerikaanse Karen Josephson en Sarah Josephson en het zilver voor de Canadese Penny Vilagos en Vicky Vilagos en de Japanse Fumiko Okuno en Aki Takayama wonnen het brons.

## Uitslag
De acht duos aan de technische routine, hier aangegeven met groen, gingen door naar de finale.
| Rang   | Naam                                 | Land             | Kwalificatie | Kwalificatie | Finale        | Finale        |
| Rang   | Naam                                 | Land             | Punten       | Rang         | Punten        | Rang          |
| ------ | ------------------------------------ | ---------------- | ------------ | ------------ | ------------- | ------------- |
| Goud   | Karen Josephson Sarah Josephson      | Verenigde Staten | 191,215      | 1            | 192,175       | 1             |
| Zilver | Penny Vilagos Vicky Vilagos          | Canada           | 188,594      | 2            | 189,394       | 2             |
| Brons  | Fumiko Okuno Aki Takayama            | Japan            | 186,068      | 3            | 186,868       | 3             |
| 4      | Anna Kozlova Olga Sedakova           | EUN              | 183,203      | 4            | 184,083       | 4             |
| 5      | Marianne Aeschbacher Anne Capron     | Frankrijk        | 181,395      | 5            | 181,795       | 5             |
| 6      | Kerry Shacklock Laila Vakil          | Groot-Brittannië | 178,246      | 6            | 179,366       | 6             |
| 7      | Marjolijn Both Tamara Zwart          | Nederland        | 177,985      | 7            | 179,345       | 7             |
| 8      | Guan Zewen Wang Xiaojie              | China            | 177,563      | 8            | 177,843       | 8             |
| 9      | Sonia Cárdeñas Lourdes Olivera       | Mexico           | 177,111      | 9            | Uitgeschakeld | Uitgeschakeld |
| 10     | Giovanna Burlando Paola Celli        | Italië           | 176,307      | 10           | Uitgeschakeld | Uitgeschakeld |
| 11     | Marta Amorós Eva López               | Spanje           | 176,223      | 11           | Uitgeschakeld | Uitgeschakeld |
| 12     | Caroline Imoberdorf Claudia Peczinka | Zwitserland      | 175,832      | 12           | Uitgeschakeld | Uitgeschakeld |
| 13     | Beatrix Müllner Christine Müllner    | Oostenrijk       | 173,385      | 13           | Uitgeschakeld | Uitgeschakeld |
| 14     | Monika Müller Margit Schreib         | FRG              | 172,170      | 14           | Uitgeschakeld | Uitgeschakeld |
| 15     | Fernanda Veirano Cristiana Lobo      | Brazilië         | 171,831      | 15           | Uitgeschakeld | Uitgeschakeld |
| 16     | Celeste Ferraris Semon Rohloff       | Australië        | 170,929      | 16           | Uitgeschakeld | Uitgeschakeld |
| 17     | Amanda Taylor Loren Wulfsohn         | Zuid-Afrika      | 152,387      | 17           | Uitgeschakeld | Uitgeschakeld |
| 18     | Maja Kos Vanja Mičeta                | IOP              | 137,459      | 18           | Uitgeschakeld | Uitgeschakeld |